# Gouvernement Ouyahia VI
République algérienne
Belkhadem II Ouyahia VII
Le gouvernement Ouyahia VI était le gouvernement algérien en fonction du 23 juin au 15 novembre 2008. Il s'agit du 6e gouvernement formé par Ahmed Ouyahia depuis 1995, qui faisait son retour en tant que chef du gouvernement après deux ans d'absence.
Très peu de changements ont lieu par rapport au précédent gouvernement, mis à part le départ du ministre des transports et celui de la poste, remplacés par de nouveaux ministres, les portefeuilles de la santé et de l'agriculture changent de main. Notons que le précédent chef du gouvernement est nommé Ministre d’État sans portefeuille.

## Composition
| Portefeuille | Ministre                  |
| --- | ------------------------- |
| Chef du gouvernement | Ahmed Ouyahia             |
| Ministre d’État, représentant personnel du Chef de l'État                                                                             | Abdelaziz Belkhadem       |
| Ministre d’État, ministre de l'Intérieur et des Collectivités locales                                                                 | Noureddine Yazid Zerhouni |
| Ministre d’État | Bouguerra Soltani         |
| Président de la République, Ministre de la Défense nationale                                                                          | Abdelaziz Bouteflika      |
| Ministre délégué auprès du Ministre de la Défense nationale                                                                           | Abdelmalek Guenaizia      |
| Ministre des Affaires étrangères | Mourad Medelci            |
| Ministre de la Justice, garde des Sceaux                                                                                              | Tayeb Belaiz              |
| Ministre des Finances | Karim Djoudi              |
| Ministre de l’Énergie et des Mines | Chakib Khelil             |
| Ministre des Ressources en eau | Abdelmalek Sellal         |
| Ministre de l'Industrie et de la Promotion des investissements                                                                        | Abdelhamid Temmar         |
| Ministre du Commerce | El Hachemi Djaâboub       |
| Ministre des Affaires religieuses et des Wakfs                                                                                        | Bouabdellah Ghlamallah    |
| Ministre des Moudjahidine | Mohamed Cherif Abbes      |
| Ministre de l’Aménagement du territoire, de l’Environnement et du Tourisme                                                            | Cherif Rahmani            |
| Ministre des Transports | Amar Tou                  |
| Ministre de l’Éducation nationale | Aboubakr Benbouzid        |
| Ministre de l’Agriculture et du Développement rural                                                                                   | Rachid Benaïssa           |
| Ministre des Travaux publics | Amar Ghoul                |
| Ministre de la Santé, de la Population et de la Réforme hospitalière                                                                  | Said Barkat               |
| Ministre de la Culture | Khalida Toumi             |
| Ministre de la Communication | Abderrachid Boukerzaza    |
| Ministre de la Petite et Moyenne entreprise et de l'Artisanat                                                                         | Mustapha Benbada          |
| Ministre de l’Enseignement supérieur et de la Recherche scientifique                                                                  | Rachid Harraoubia         |
| Ministre de la Poste et des Technologies de l'information et de la Communication                                                      | Hamid Bessaiah            |
| Ministre des Relations avec le Parlement                                                                                              | Mahmoud Khedri            |
| Ministre de la Formation et de l’Enseignement professionnels                                                                          | El Hadi Khaldi            |
| Ministre de l’Habitat et de l’Urbanisme                                                                                               | Noureddine Moussa         |
| Ministre du Travail, de l'Emploi et de la Sécurité sociale                                                                            | Tayeb Louh                |
| Ministre de la Solidarité nationale, de la Famille et de la Communauté nationale à l'Étranger                                         | Djamel Ould Abbes         |
| Ministre de la Pêche et des Ressources halieutiques                                                                                   | Smail Mimoune             |
| Ministre de la Jeunesse et des Sports                                                                                                 | Hachemi Djiar             |
| Ministre délégué auprès du Ministre de l'Intérieur et des Collectivités locales, chargé des Collectivités locales                     | Dahou Ould Kablia         |
| Ministre délégué auprès du Ministre des Affaires étrangères chargé des Affaires maghrébines et africaines                             | Abdelkader Messahel       |
| Ministre déléguée auprès du ministre de la Solidarité nationale et de la Famille, chargée de la Famille et de la Condition féminine   | Nouara Saâdia Djaffar     |
| Ministre délégué auprès du ministre de l’Enseignement supérieur et de la Recherche scientifique, chargée de la Recherche scientifique | Souad Bendjaballah        |